# 1991-es cannes-i filmfesztivál
A 44. Cannes-i Nemzetközi Filmfesztivál 1991. május 9. és 20. között került megrendezésre, Roman Polański francia filmrendező elnökletével. A hivatalos versenyprogramban 19 nagyjátékfilm és 11 rövidfilm szerepelt; az Un certain regard szekcióban 20, míg versenyen kívül 7 alkotást vetítettek. A párhuzamos rendezvények Kritikusok Hete szekciójában 8 egész estét betöltő és 7 rövidfilmet mutattak be, a Rendezők Kéthete elnevezésű szekció keretében pedig 17 nagyjátékfilm és egy kisfilm vetítésére került sor. A filmes seregszemlén 25 ország 18 335 filmese jelent meg, s mintegy 2795 újságírót akkreditáltak.

## Az 1991. évi fesztivál

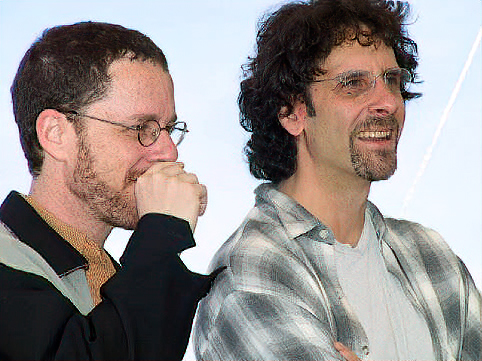
A díjnyertes Coen testvérek tíz évvel később

Az 1991-es fesztivál filmkiválasztásában alapvetően két nagy tendencia érvényesült: az egyik inkább a művészi európai filmeket hozta helyzetbe, a másik a független amerikai film cannes-i jelenlétének végleges megerősödését jelezte. Ez utóbbinak kézzel fogható jele, hogy a Hollywoodi lidércnyomás – a fesztivál történetében példátlan módon – három díjat is besöpörhetett (Arany Pálma, a legjobb rendezés és a legjobb férfi alakítás díja). Az ünnepelt művészeket felsorakoztató zsűri döntését a közönség és a kritikusok többsége ellentmondásosnak és erősen vitathatónak találta. Ők inkább A szép bajkeverőt vagy Veronika kettős életét részesítették volna fődíjban. Ez utóbbiaknak be kellett érniük a nagydíjjal, illetve a FIPRESCI-díjjal, valamint Veronika szerepének megformálásáért Irène Jacobnak ítélt legjobb női alakítás díjával. A legjobb színész a Barton Finket alakító John Turturro lett. Ő szerepelt a Dzsungelláz filmdrámában is, amelynek egyik mellékszerepéért kapott díjat Samuel L. Jackson. A zsűri elismerésében részesült még Maroun Bagdadi (Életen kívül) és Lars von Trier (Európa). Képi világáért ez utóbbi film a technikai nagydíjat is elnyerte. A „nagy vesztesek” közé tartozott Marco Ferreri A hús, Chén Kǎigē (Csen Kaj-ko) Az ezredik húr, valamint Maurice Pialat Van Gogh című versenyfilmje.

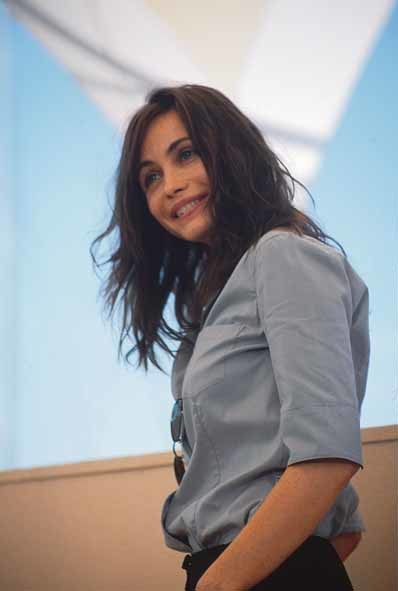
A szép bajkeverő: Emmanuelle Béart (2000)

A verseny, illetve a párhuzamos rendezvények fiatal rendezői között több, később befutott alkotó mutatkozhatott be, így Gaspar Noé (Carne), Atom Egoyan (A kárbecslő), vagy Sean Penn (Indián vér). Első alkalommal jelentkezett Cannes-ban, A francia filmművészet perspektívái (Perspectives du cinéma français) elnevezésű, kizárólag francia filmek részére szervezett, a fesztiváltól független, párhuzamos vetítéssorozatban, az apai részről magyar származású Mathieu Kassovitz, Cauchemar blanc című rövid játékfilmjével.
A fesztivál vendégsztárja Eddie Murphy volt, aki a díjazott Samuel L. Jacksonnal, valamint a Lövöldözés Harlemben című filmdráma főszereplőjével, Forest Whitakerrel egy valóságos afroamerikai hullámot indított el Cannes-ban.
A filmcsillagok közül a hölgyek voltak a keresettebbek. Közülük a legszégyenlősebb és legvisszafogottabb Irène Jacob volt, a többiek mind filmjeikben, mind a bevonulás során inkább kihívóak, provokatívak. Közülük is kitűnt Emmanuelle Béart (A szép bajkeverő), valamint Susan Sarandon és Geena Davis (Thelma és Louise), és persze Madonna, akit 14-én este a bevonuláskor addig nem látott médiaérdeklődés fogadott. Az énekesnő rózsaszín leplét kibontva mutatta meg magát kúpos melltartójában.
Élénk érdeklődés fogadta a színészként már ismert, s most rendezőként is bemutatkozó Sean Pennt, s a pályakezdő Brad Pittet (Thelma és Louise). Nagyszerű alakítást nyújtott és vívta ki a közönség rajongását Marcello Mastroianni és Jeanne Moreau (A gólya függő lépése), Robert De Niro és Martin Scorsese (Feketelistán), Isabelle Huppert (Malina), Michel Piccoli és Jane Birkin (A szép bajkeverő), Forest Whitaker (Lövöldözés Harlemben), valamint Jacques Dutronc, aki nagy hitelességgel játszotta Van Goghot (és aki egyszerűen nem ment el a sajtókonferenciára…).
A Rendezők Kéthete rendezvényen volt a világpremierje a belga Jaco van Dormael Toto, a hős című filmdrámájának, amely megkapta az Arany Kamerát és az ifjúság díját. Ugyancsak e rendezvény adott helyt Atom Egoyan A kárbecslő és a mexikói Maria Novaro Danzón című alkotása világpremierjének. Sikerrel szerepelt Jocelyn Moorhouse Bizonyíték (Arany Kamera külön dicséret), Ken Loach Lim-lom, Sean Penn Indián vér című filmje, s tetszést aratott Youssef Chahine Kairót bemutató rövid filmetűdje.
A magyar filmművészetet két film képviselte a rendezvényeken. A versenyprogram Un certain regard szekciójában vetítették Kamondi Zoltán Halálutak és angyalok című filmdrámáját és a Rendezők Kéthete szekcióba hívták meg Kézdi-Kovács Zsolt És mégis... című alkotását. A fesztivál magyar vonatkozásaként megemlíthető, hogy Werner Schroeter Malina című német versenyfilmjében szerepelt Can Togay is. A fesztiválra kiutazott hivatalos magyar filmdelegáció tagjai voltak: Kamondi Zoltán és Kézdi-Kovács Zsolt filmrendezők, valamint Medvigy Gábor és Sára Balázs operatőrök.

## Zsűri

### Versenyprogram
- Roman Polański, filmrendező –  Franciaország – a zsűri elnöke
- Férid Boughedir, filmrendező –  Tunézia
- Whoopi Goldberg, színésznő –  Amerikai Egyesült Államok
- Margaret Ménégoz, filmproducer –  Franciaország
- Natalja Nyegoda, színésznő –  Oroszország
- Alan Parker, filmrendező –  Egyesült Királyság
- Jean-Paul Rappeneau, filmrendező –  Franciaország
- Hans Dieter Seidel, filmkritikus –  Németország
- Vittorio Storaro, operatőr –  Olaszország
- Vangelis, zeneszerző –  Görögország

### Arany Kamera
- Geraldine Chaplin, színésznő –  Amerikai Egyesült Államok – a zsűri elnöke
- Jan Aghed, újságíró –  Svédország
- Didier Beaudet, hangmérnök, filmproducer –  Franciaország
- Gilles Colpart, filmkritikus –  Franciaország
- Roger Kahane, filmrendező –  Franciaország
- Fernando Lara, filmkedvelő –  Spanyolország
- Eva Sirbu, újságíró –  Románia
- Myriam Zemmour, filmkedvelő –  Franciaország

## Hivatalos válogatás

### Nagyjátékfilmek versenye

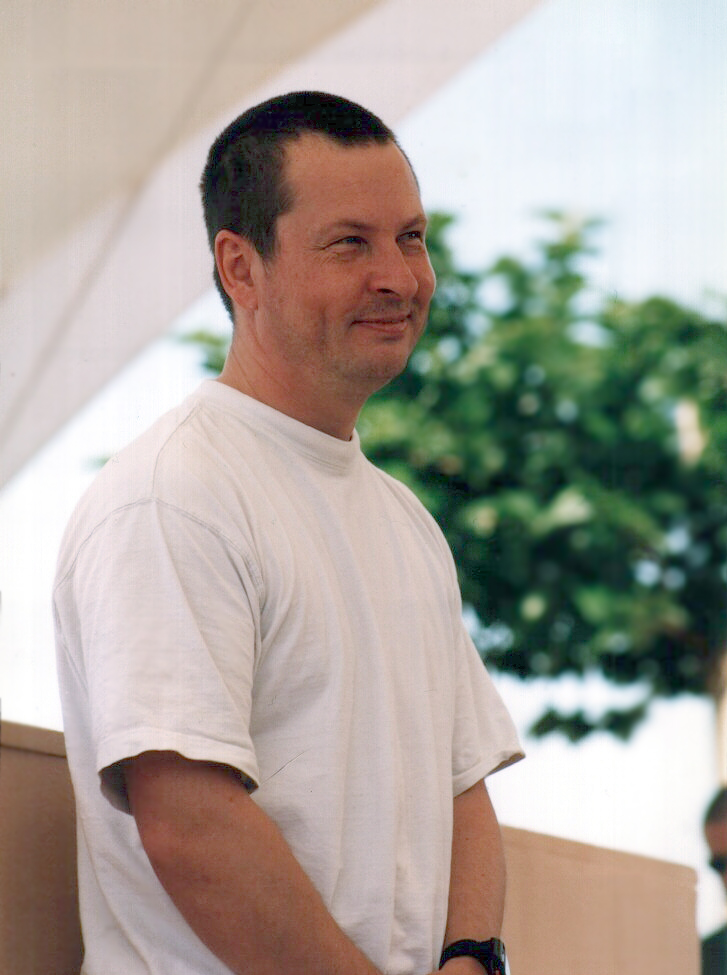
Az Európa alkotója, Lars von Trier (2000)

- A Rage in Harlem (Lövöldözés Harlemben)[3]'cím

```
– rendező: 
Bill Duke
```

- Anna Karamazoff – rendező: Rusztam Kamdamov
- Barton Fink (Hollywoodi lidércnyomás) – rendező: Ethan és Joel Coen
- Pien cou pien csang (边走边唱, Biān zǒu biān chàng) (Az ezredik húr) – rendező: Chén Kǎigē (Csen Kaj-ko)
- Bix (Bix - Változat egy legendára) – rendező: Pupi Avati
- Careubijca (Цареубийца; A cár gyilkosa) – rendező: Karen Saknazarov
- Europa (Európa) – rendező: Lars von Trier
- Guilty by Suspicion (Feketelistán) – rendező: Irwin Winkler
- Homicide (Homicide) – rendező: David Mamet
- Hors la vie (Életen kívül) – rendező: Maroun Bagdadi
- Il portaborse (A táskahordozó)[4] – rendező: Daniele Luchetti
- Jungle Fever (Dzsungelláz) – rendező: Spike Lee
- La belle noiseuse (A szép bajkeverő) – rendező: Jacques Rivette
- La carne (A hús) – rendező: Marco Ferreri
- La double vie de Véronique (Veronika kettős élete) – rendező: Krzysztof Kieślowski
- Lune froide – rendező: Patrick Bouchitey
- Malina – rendező: Werner Schroeter
- To meteoro vima tou pelargou (A gólya függő lépése) – rendező: Theo Angelopoulos
- Van Gogh (Van Gogh) – rendező: Maurice Pialat

### Nagyjátékfilmek versenyen kívül
- Hacsigacu no kjosikjoku (八月の狂詩曲; Augusztusi rapszódia) – rendező: Kuroszava Akira
- Madonna: Truth or Dare (Madonnával az ágyban) – rendező: Alek Keshishian
- Jacquot de Nantes (Nantes-i Jacquot) – rendező: Agnès Varda
- Le film du cinéma suisse – rendező: Michel Soutter, Freddy Buache, Jacqueline Veuve és Markus Imhoof
- Life Stinks (Az élet büdös) – rendező: Mel Brooks
- Prospero’s Books (Prospero könyvei) – rendező: Peter Greenaway
- Thelma and Louise (Thelma és Louise) – rendező: Ridley Scott

### Un certain regard
- A Captive in the Land (Az örök jég fogságában) – rendező: John Berry
- Boyz n the Hood (Fekete vidék) – rendező: John Singleton
- Dar kouchehay-e eshq (A szerelem utcái) – rendező: Khosrow Sinai
- Halálutak és angyalok – rendező: Kamondi Zoltán
- Hearts of Darkness: A Filmmaker's Apocalypse (Hearts of Darkness: A Filmmaker's Apocalypse) – rendező: Fax Bahr és George Hickenlooper
- Holidays on the River Yarra – rendező: Leo Berkeley
- Ishanou – rendező: Aribam Syam Sharma
- Jumedzsi (夢二) – rendező: Szuzuki Szeidzsun
- La mujer del puerto – rendező: Arturo Ripstein
- Laada – rendező: Drissa Touré
- Lebewohl, Fremde – rendező: Tevfik Baser
- L’entraînement du champion avant la course – rendező: Bernard Favre
- Meszt (Месть) – rendező: Ermek Sinarbajev
- Perehod tovariscsa Cskalova cserez zzevernij poljusz (Переход товарища Чкалова через Северный полюс) – rendező: Makszim Pezsemszkij
- Pogrzeb kartofla – rendező: Jan Jakub Kolski
- Sango Malo – rendező: Bassek Ba Kobhio
- Ta Dona – rendező: Adama Drabo
- Treasure Island (Kincses sziget) – rendező: Raúl Ruiz
- Ucieczka z kina 'Wolnosc' (Menekülés a Szabadság moziból) – rendező: Wojciech Marczewski
- Ystävät, toverit – rendező: Rauni Mollberg

### Rövidfilmek versenye
- Broken Skin – rendező: Anna Campion
- Casino – rendező: Gil Bauwens
- Ja Walesa – rendező: Jacek Skalski
- La noce – rendező: Joëlle Bouvier és Regis Obadia
- La vie selon Luc – rendező: Jean-Paul Civeyrac
- Les éffaceurs – rendező: Gérald Frydman
- Mal de blocs – rendező: Marc Saint-Pierre és Nathalie Saint-Gelais
- Nokturno – rendező: Nikola Majdak
- Push Comes to Shove – rendező: Bill Plympton
- W.A.L. – rendező: Robert Turlo
- Z podnyeszjonjmi rekami – rendező: Mitko Panov

## Párhuzamos rendezvények

### Kritikusok Hete

#### Nagyjátékfilmek
- Diably, diably (Ördögök, ördögök!) – rendező: Dorota Kedzierzawska
- La vie des morts (La vie des morts) – rendező: Arnaud Desplechin
- Laafi, tout va bien – rendező: S. Pierre Yameogo
- Liquid Dreams – rendező: Mark Mano
- Robert’s Movie – rendező: Canan Gerede
- Sam and Me – rendező: Deepa Mehta
- Trumpet Number 7 – rendező: Adrian Velicescu
- Young Soul Rebles – rendező: Isaac Julien

#### Rövidfilmek
- A Nice Arrangement  – rendező: Gurinder Chadha
- Carne – rendező: Gaspar Noé
- Die mysreriosen Lebenslinien – rendező: David Rühm
- Livraison à domicile – rendező: Claude Philippot
- Once Upon a Time – rendező: Kristian Petri
- Petit drame dans la vie d’une femme – rendező: Andrée Pelletier
- Une symphonie du havre – rendező: Barbara Doran

### Rendezők Kéthete

#### Nagyjátékfilmek
- Annabelle partagée (Annabelle szerelmei) – rendező: Francesca Comencini
- Caldo soffocante – rendező: Giovanna Gagliardo
- Danzón – rendező: María Novaro
- És mégis... – rendező: Kézdi-Kovács Zsolt
- O Drapetis – rendező: Lefteris Xanthopoulos
- Ovo Malo Duse (Egy kis lélek) – rendező: Ademir Kenović
- Paris Trout (Veszettség – Paris Trout) – rendező: Stephen Gyllenhaal
- Proof (Bizonyíték) – rendező: Jocelyn Moorhouse
- Poussière de diamant – rendező: Fahdel Jaibi és Mahmoud Ben Mahmoud
- Rebro Adama (Ребро Адама) – rendező: Vjacseszlav Kristofovics
- Riff-Raff (Lim-lom) – rendező: Ken Loach
- The Adjuster (A kárbecslő) – rendező: Atom Egoyan
- The Cabinet of Dr. Ramirez – rendező: Peter Sellars
- The Indian Runner (Indián vér) – rendező: Sean Penn
- Toto le héros (Toto, a hős) – rendező: Jaco van Dormael
- Une histoire inventée – rendező: André Forcier
- Zaterjannii v Szibiri (Lost in Siberia)[5] – rendező: Alekszandr Mitta

#### Rövidfilmek
- Al-Qahira Menauwwara bi Ahlaha – rendező: Youssef Chahine

## Díjak

### Nagyjátékfilmek
- Arany Pálma: Barton Fink (Hollywoodi lidércnyomás)[3] – rendező: Ethan és Joel Coen
- A zsűri nagydíja: La belle noiseuse (A szép bajkeverő) – rendező: Jacques Rivette
- A zsűri díja:
  - Europa (Európa) – rendező: Lars von Trier
  - Hors la vie (Életen kívül) – rendező: Maroun Bagdadi
- Legjobb rendezés díja: Barton Fink (Hollywoodi lidércnyomás)[3] – rendező: Ethan és Joel Coen
- Legjobb női alakítás díja: Irène Jacob – La double vie de Véronique (Veronika kettős élete)
- Legjobb férfi alakítás díja: John Turturro – Barton Fink (Hollywoodi lidércnyomás)
- Legjobb mellékszereplő díja: Samuel L. Jackson – Jungle Fever (Dzsungelláz)

### Rövidfilmek
- Arany Pálma (rövidfilm): Z podnyeszjonjmi rekami – rendező: Mitko Panov
- A zsűri díja (rövidfilm): Push Comes to Shove – rendező: Bill Plympton

### Arany Kamera
- Arany Kamera: Toto le héros (Toto, a hős)[6] – rendező: Jaco van Dormael
- Külön dicséret:
  - Proof (Bizonyíték)[6] – rendező: Jocelyn Moorhouse
  - Sam & Me[7]  – rendező: Deepa Mehta

### Egyéb díjak
- FIPRESCI-díj:
  - La double vie de Véronique (Veronika kettős élete) – rendező: Krzysztof Kieślowski
  - Riff-Raff (Lim-lom)[6] – rendező: Ken Loach
- Technikai nagydíj: Europa (Európa) – rendező: Lars von Trier
- Ökumenikus zsűri díja: La double vie de Véronique (Veronika kettős élete) – rendező: Krzysztof Kieślowski
- Ökumenikus zsűri külön dicsérete:
  - La belle noiseuse (A szép bajkeverő) – rendező: Jacques Rivette
  - Jungle Fever (Dzsungelláz) – rendező: Spike Lee
- Ifjúság díja külföldi filmnek: Toto le héros (Toto, a hős)[6] – rendező: Jaco van Dormael
- Ifjúság díja francia filmnek: Cheb[8] – rendező: Rachid Bouchareb